# Tabernaemontana panamensis
Tabernaemontana panamensis är en oleanderväxtart som först beskrevs av Markgr., Boiteau och Allorge, och fick sitt nu gällande namn av A.J.M. Leeuwenberg. Tabernaemontana panamensis ingår i släktet Tabernaemontana och familjen oleanderväxter. Inga underarter finns listade i Catalogue of Life.